# Pterostoma obscura
Pterostoma obscura är en fjärilsart som beskrevs av Hoffmann 1915. Pterostoma obscura ingår i släktet Pterostoma och familjen tandspinnare. Inga underarter finns listade.